# Burgruine Schmirnberg

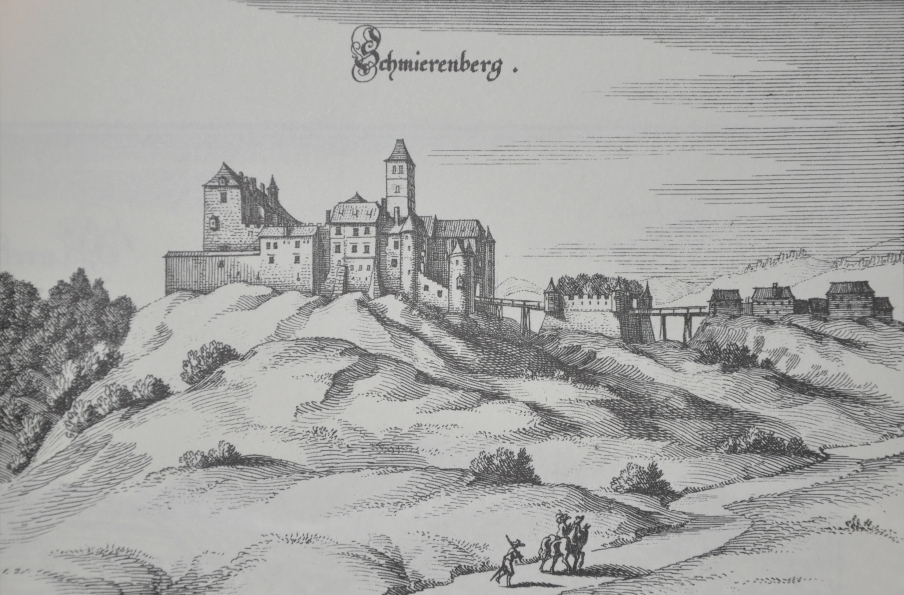
Stich von Matthäus Merian (1649)

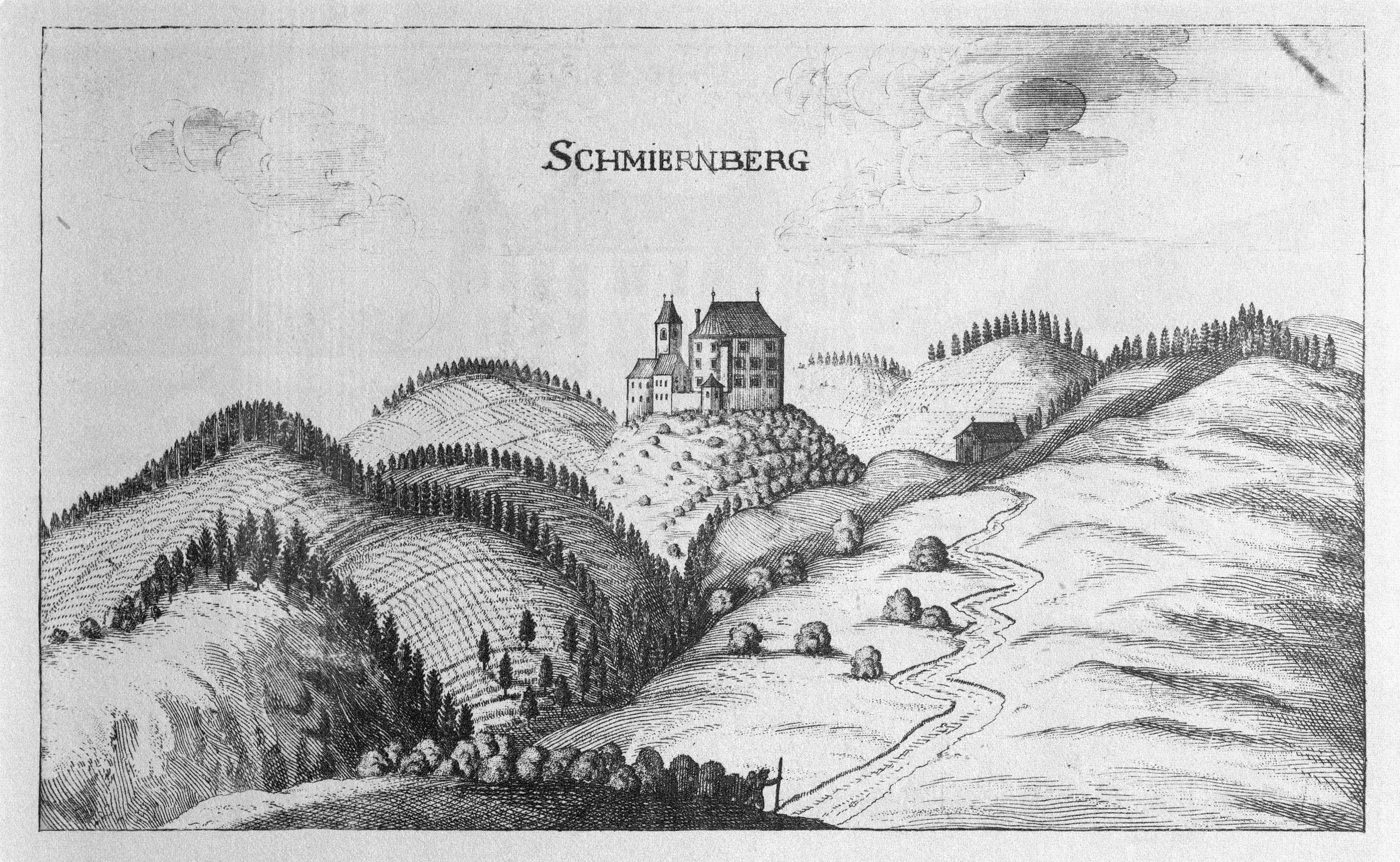
Burg Schmirnberg 1681

Die Burgruine Schmirnberg (Schmierenberg, slow. Žlemberk) ist die Ruine einer Höhenburg auf einer kleinen bewaldeten Kuppe in einem nach Norden abfallenden Waldgelände im ehemaligen Gemeindegebiet von Schloßberg nahe der slowenischen Grenze in der Südsteiermark.

## Geschichte
Die Burg wird um 1250 als castrum Smilnburch im Besitz eines Hadmar von Schönberch erstmals genannt, dürfte aber schon im 11. Jahrhundert von den Spanheimern erbaut worden und als Schenkung um 1100 an deren Hauskloster St. Paul gegangen sein. Die dazugehörige Herrschaft umfasste damals das ganze Leutschacher Gebiet (Herren von Liubschach, adelige Dienstmannen des Stifts) und auch Gebiete westlich und südlich des Poßruck-Hügelkammes Richtung Drau. Zum Gesloß gehörte auch ein Meierhof, der schon frühzeitig von der Herrschaft abgetrennt wurde und sich in der Folge zum Schloss Leutschach bzw. Trautenburg entwickelte.
St. Paul belehnte mit der Burg die Herren von Mureck, die mit Reimbert II. 1245 ausstarben. Reimberts Tochter Mechthild brachte Burg und Herrschaft ihrem Gemahl Hadmar von Schönberg zu, der 1250 die reuevolle Rückgabe von entfremdeten Gütern ans Bistum Seckau beurkundete. 1255 entschädigte seine Witwe Mechthild das Stift St. Paul für von Hadmar erlittene Unbill.
Um das Jahr 1282 verkauften die Schönberger Schmirnberg an Graf Ulrich von Heunburg, dessen Burggraf Marquard (Merchel) von Smielenburg bis um 1300 oft urkundlich vorkommt. Wenige Jahre später diente die Burg offenbar als Mitgiftsicherstellung für Ulrichs Tochter Elisabeth, deren erster Mann Graf Hermann von Pfannberg aber schon 1287 starb.
1292 war Graf Ulrich führend am steirischen Adelsaufstand gegen Herzog Albrecht I. beteiligt; Schmierenberg wurde von den herzoglichen Truppen eingenommen, 1295 wieder zurückgegeben. Am 22. Juni 1297 zu Traberg bewilligte Elisabeth, Witwe des Grafen Hermann von Pfannberg, dass eine Hube zu Chazfeldesdorf (heute Kitzelsdorf) und eine zu Lodeine (Lateindorf, beide nahe Oberhaag) mit allem Bergrecht nach Eywanswalder (Eibiswald) Maß – Lehen des Marquard von Smielenberg von den Grafen von Pfannberg herrührend – dem Kloster Mahrenberg für Marquards Tochter Diemut, Nonne daselbst, geschenkt werden dürfen.
1303 finden wir Elisabeth mit ihrem zweiten Ehemann Heinrich von Hohenlohe wohnhaft auf Schmirnberg, wo sie im März zugunsten des Stifts St. Paul geurkundet haben. Und auch 1322, beim Aussterben der Heunburger im Mannesstamm, blieb Schmirnberg – neben Traberg und einigen obersteirischen Gülten – in ihrem Besitz.
Allerdings verkauften sie, vertreten durch Heinrichs Bruder Graf Friedrich von Hohenlohe, damals Chorherr zu Bamberg, am 21. Juni 1326 „Smyelenburch“ um 3000 Mark Silber an Ulrich I. von Walsee; dessen Söhne Ulrich und Friedrich teilten 1352 die Besitzungen rund um die Burg; nach deren Tod kam Schmirnberg an Eberhard VIII. von Walsee († 1363).
Im Jahre 1363 verlieh St. Paul Schmirnberg an Herzog Rudolf IV., nach dessen Tod 1365 an die Grafen von Cilli.
König Friedrich III. entriss Schmirnberg 1443 den Cilliern – sein Gefolgsmann Pankraz von Rindscheid bekam „für seine Dienste von Jugend an“ das Schloss – und machte es 1445 zur landesfürstlichen Lehens- und Pfandherrschaft mit Landgericht und Blutgerichtsbarkeit. 1458 wurde Leutschach als Markt selbstständig und schied aus der unmittelbaren Verwaltung und Gerichtsbarkeit Schmirnbergs aus.
Aus dem Jahre 1575 existiert ein Verzeichnis der „Merung und Staigerung“ der Untertanen anlässlich der Reformierung im Jahre 1575 (mit „Verzeichnis der Freistifter und Kaufrechter …“). 1575 wurden neue Gewölbe errichtet, auf denen zwei Getreidespeicher aufgebaut wurden, 1577 der vierstöckige alte Stock mit einem großen Saal im 4. Stock neu ausgebaut.
1596 erscheint die Burg als Kreidfeuerwarnstation im Abwehrkampf gegen die Türkengefahr.
Bis 1621 (Verkauf durch Kaiser Ferdinand II.) blieb die Burg in landesfürstlichem Besitz. Im 17. Jahrhundert war sie im Besitz der Stubenberger, 1720 bis 1912 im Besitz der Familie Schönborn.
Die Kirche wurde noch Anfang des 19. Jahrhunderts benützt, seither ist die umfangreiche, einst stark befestigte Anlage zur Ruine verfallen. Von den Mauern, die bis zu 2,5 m stark waren, sind noch Reste zu sehen.
Im Nordosten der Ruine liegen Reste einer Kapelle mit dem Patrozinium Mariä Verkündigung. Diese Kirche wurde urkundlich erstmals 1352 erwähnt.

### Namensvariationen
Smyelburch, Smilburch, Smiellnburch, Schmielnberg, Schmielenberg, Smiellenberg, Smiellnberg, Schmiernberg, Schmierenberg

### Nachbarn
Nachbarn von Schmirnberg waren die Herrschaften Faal (Fala), Wildhaus (Viltus, beide im Drautal), Trautenburg, Arnfels, Witschein (Svečina), Rabenstein? (nahe St. Paul), Ehrenhausen, Straß, Marburg (Maribor).

### Weitere Burgbesitzer
(bzw. Besitzer von Teilen der Herrschaft, ohne Gewähr):
- Policarp Scheidt (ab 1621)
- von Herberstein (1667)
- Proßkhau (1667)
- Vedl (1667)
- von Wagensberg (1668)
- Fehr von Fehrntal (1668)
- Graf Lengheim (1669)
- Stubenberger (bis 1670)
- von Grattenau (um 1671)
- Katzianer (1671/72)
- von Schölling (1673)
- Breuner (bis 1677)
- Peter Philipp von Dernbach (1619–1683), Bischof zu Bamberg und Würzburg (Dernbacher/Dernpacher bis nach 1686)
- von Schönborn (nach 1686)
- Stubenberger (um 1693)
- Khißl (1705)
- von Jabornegg und Gamsenegg (bis 1724)
- von Schönborn (ab 1724)
- Graf Rabatta (1734)
- von Gaisruck (1791)
- Renner ()
- Ursini-Rosenberg ()

### Vogteien
- Pfarrkirche Leutschach
- Kirche St. Pankratius ob der Lieschen (St. Pongratzen)
- Filialkirche Hl. Geist (Heiligengeist am Osterberg, Sveti Duh na Ostrem vrhu)

### Urbar
Im Urbar sind u. a. folgende Grundbücher verzeichnet:
- Markt Leutschach
- Amt Großwalz
- Amt Kleinwalz
- Schloßamt
- Reifnig (Ribnica na Pohorju, Reifing am Bachern)
- Saldenhofen (Vuzenica)
- Gatschenthal (Gačnik)

Bilder
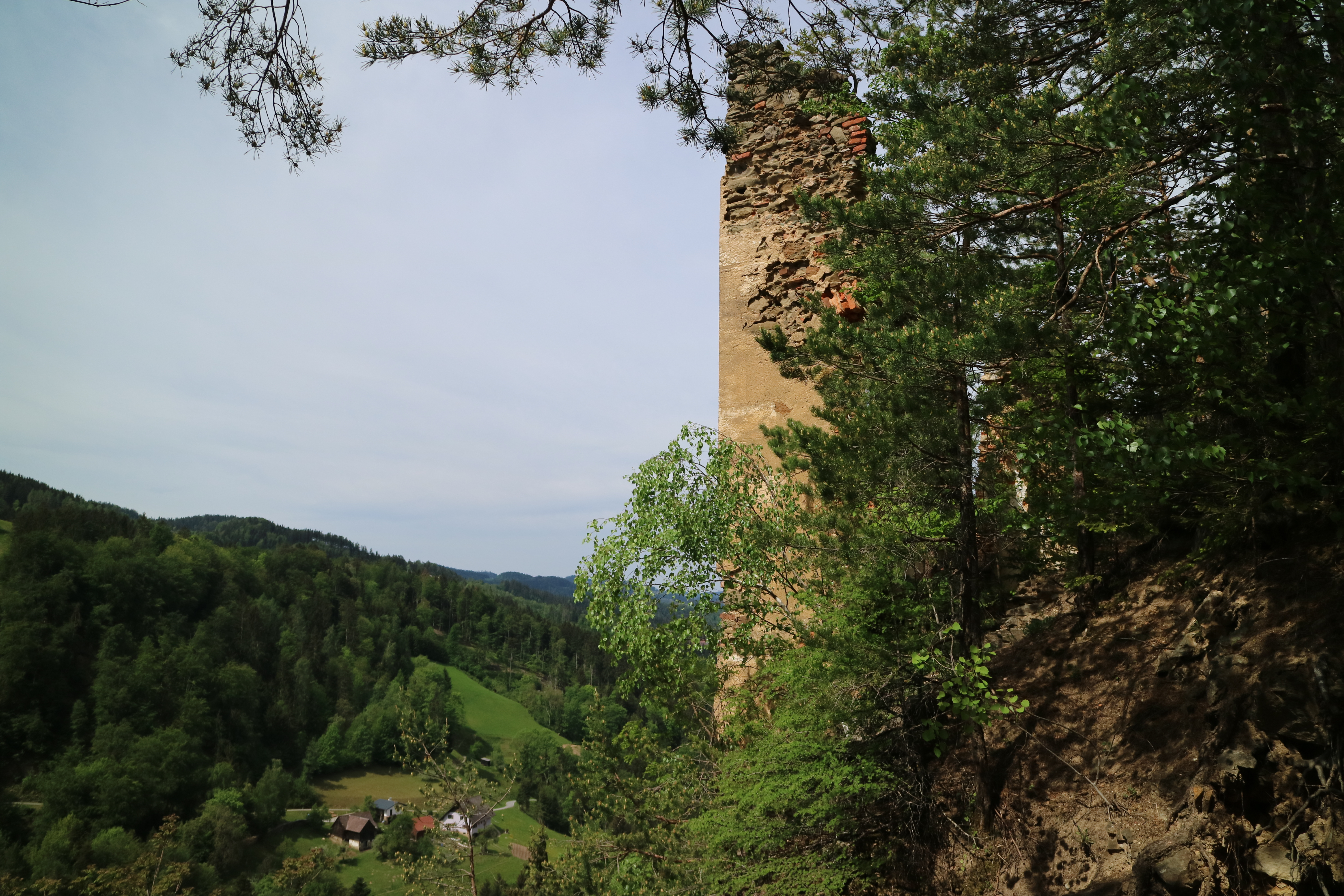
Ausblick nach Nordwesten
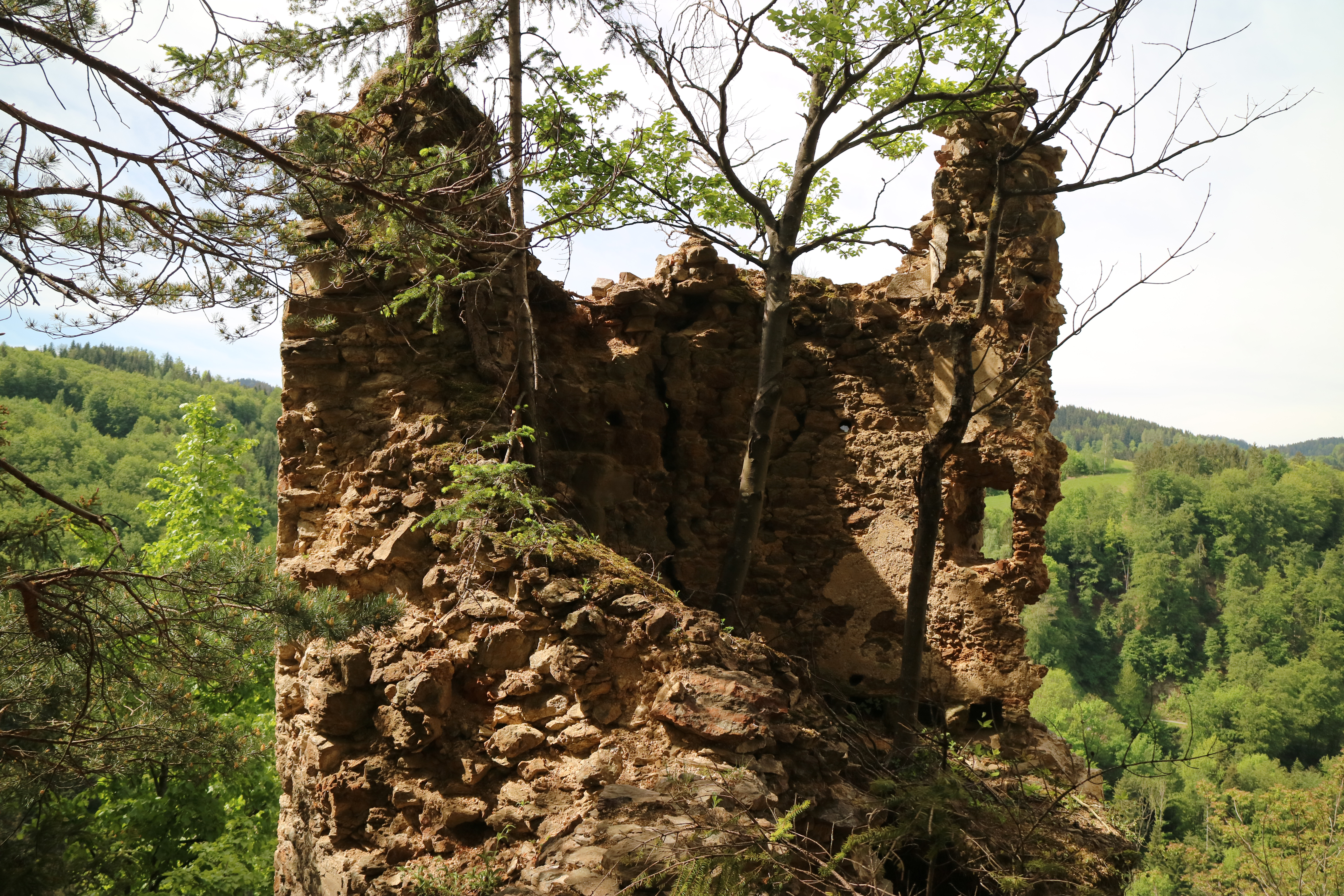
Turm an der Südseite
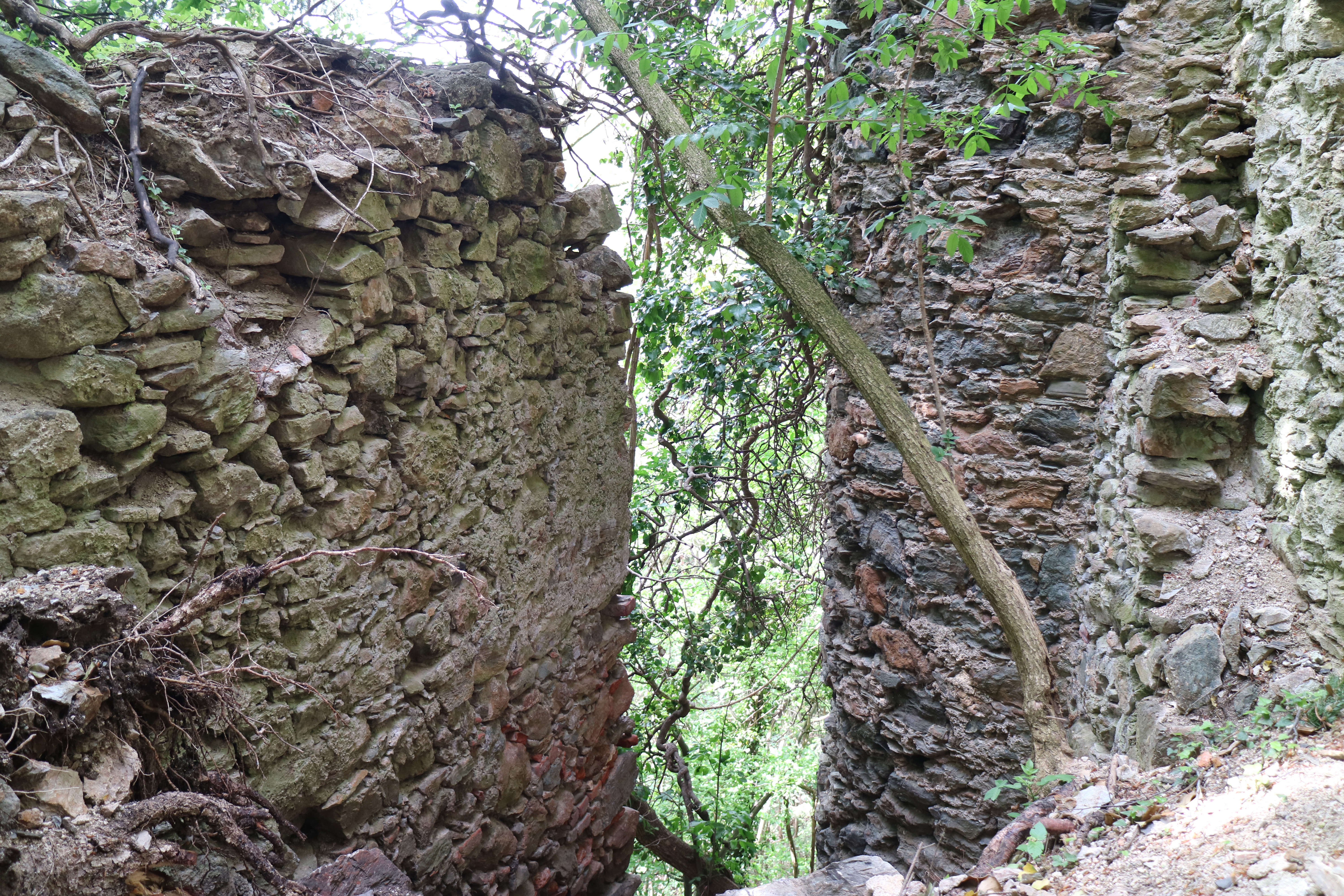
Ruinen im Südteil
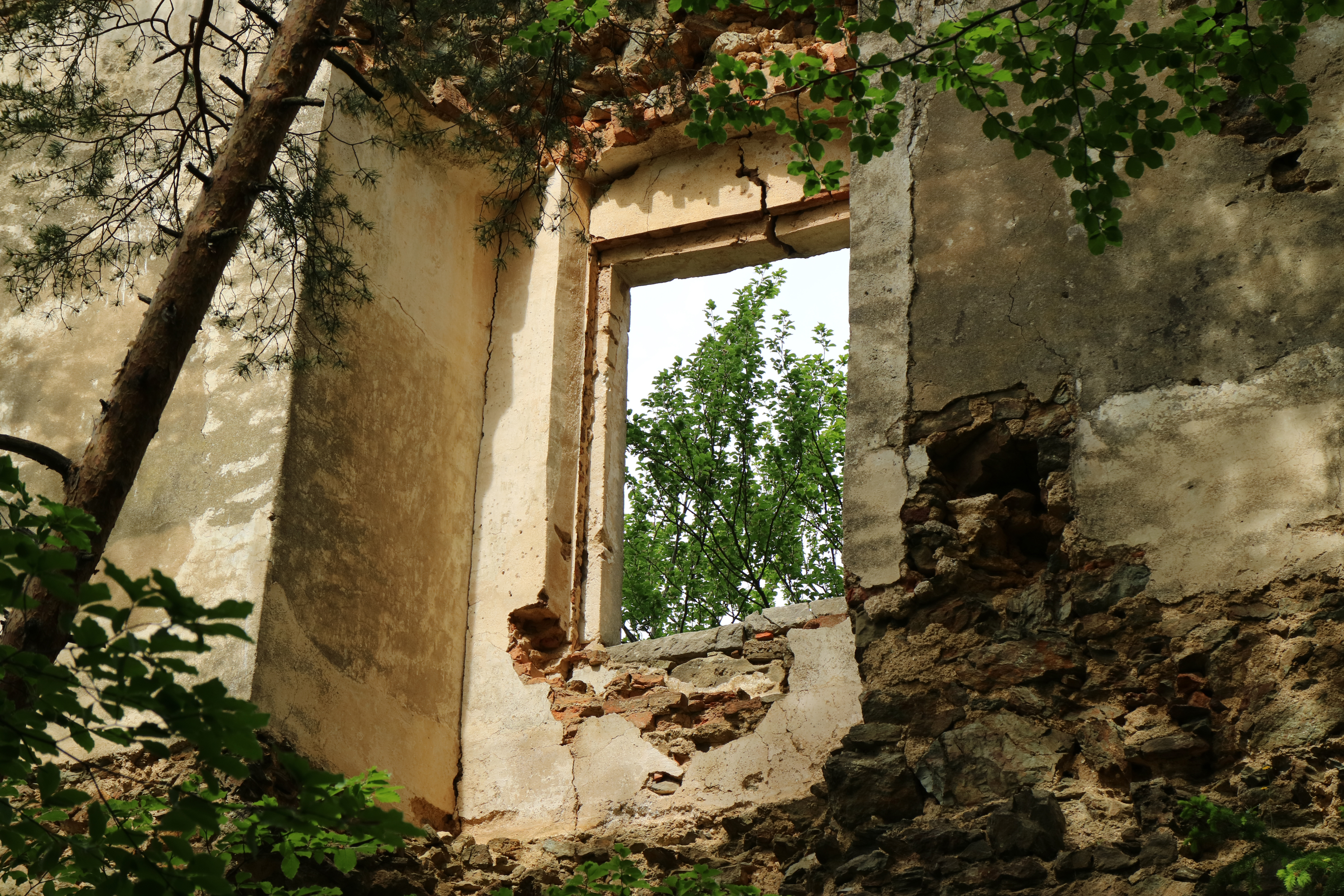
Fenster (Innenseite)
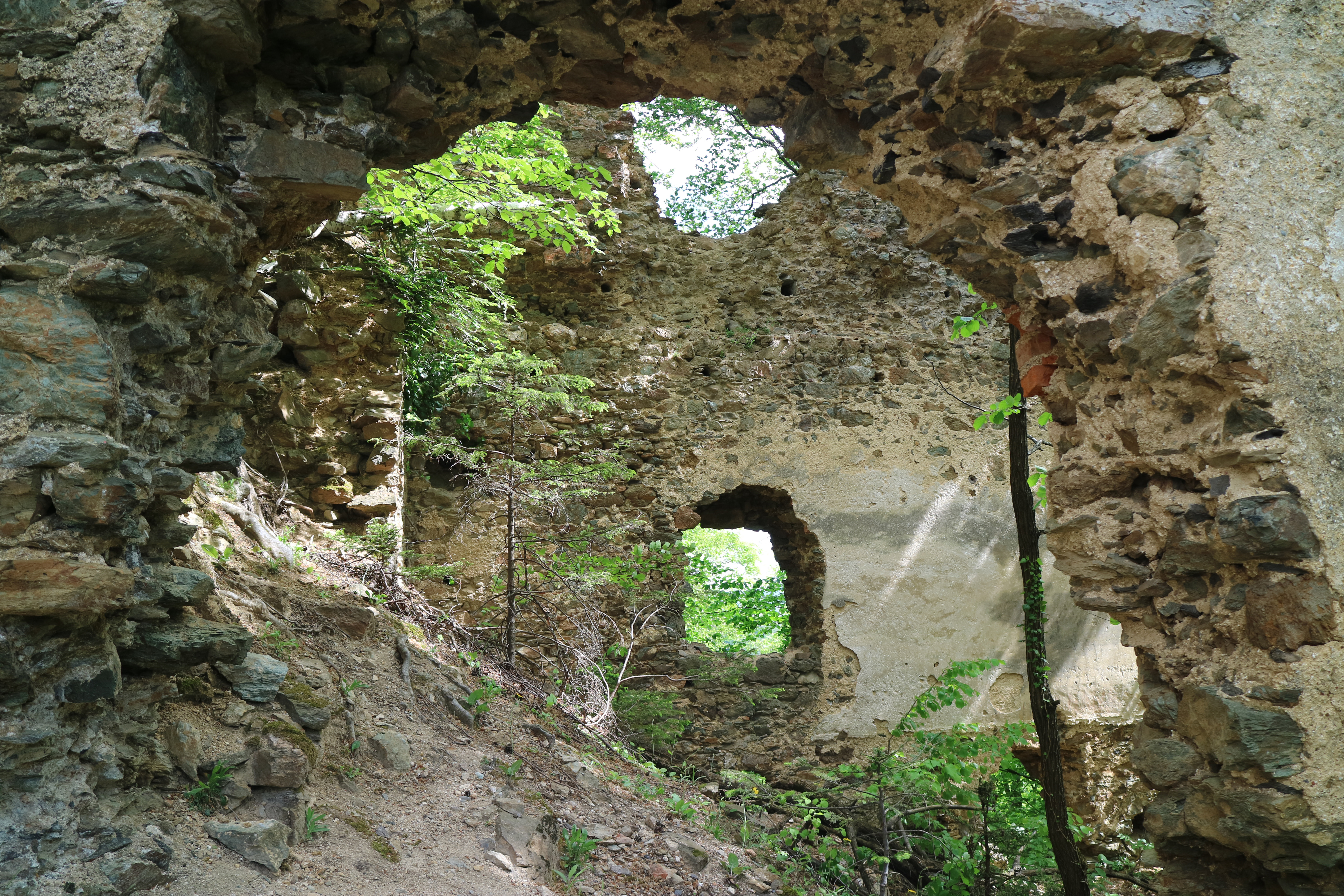
Blick in den Burghof
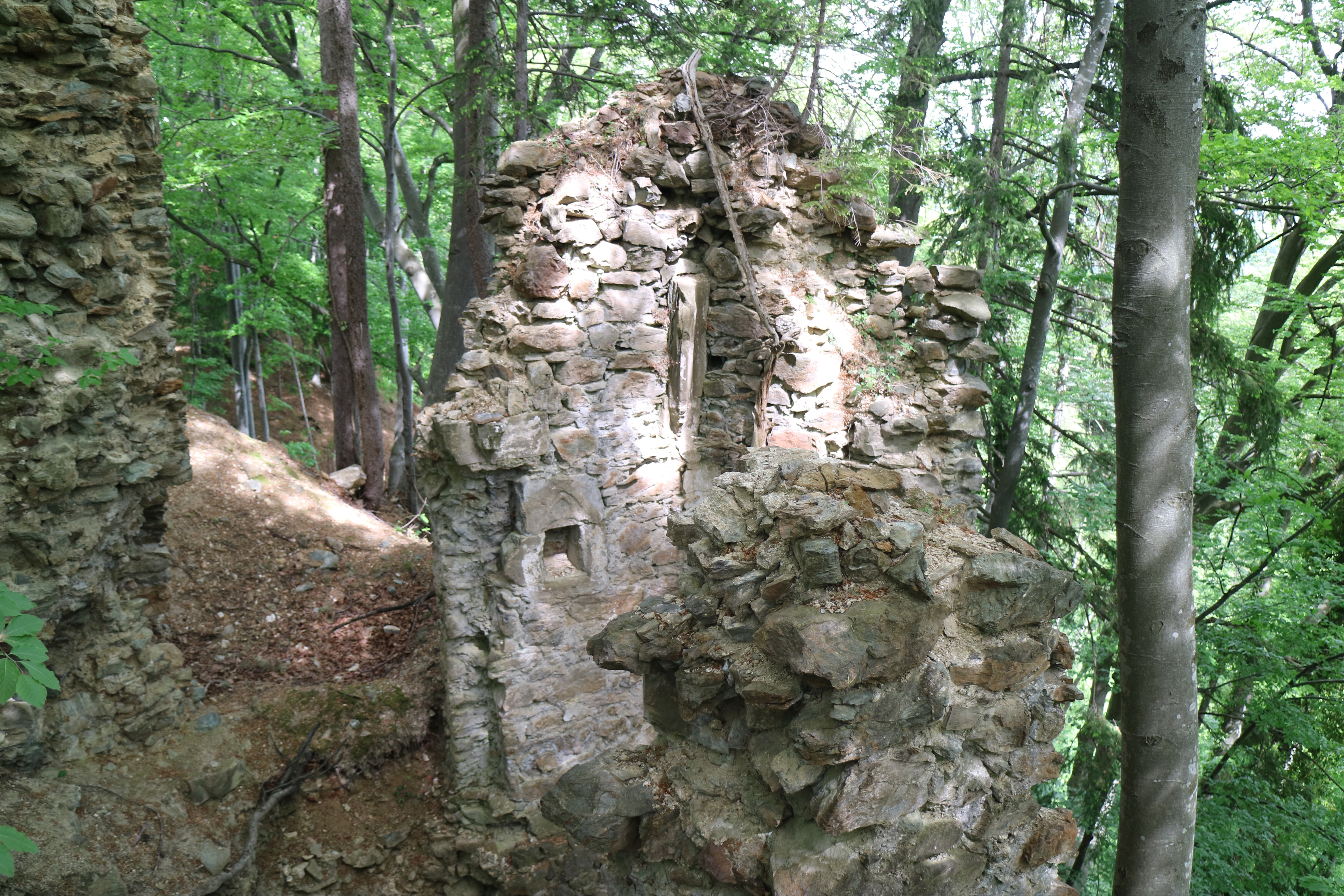
Ruinen im Nordteil

Historische Landkarten
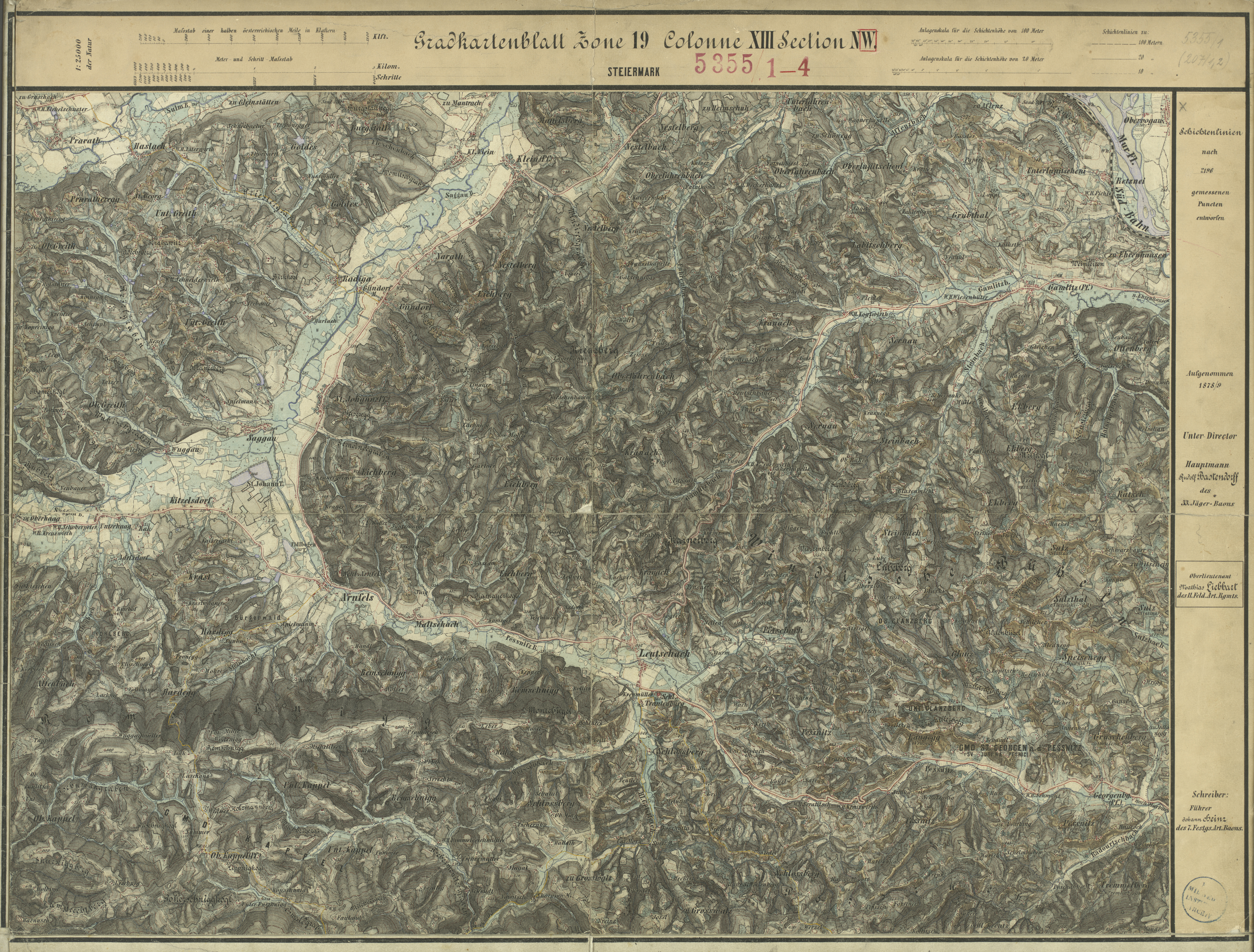
Ruine Schmirnberg bei Schlossberg, im Gebiet von Grosswalz im Possruck (unten Mitte rechts): Aufnahmeblatt der 3. Landesaufnahme 1:25.000
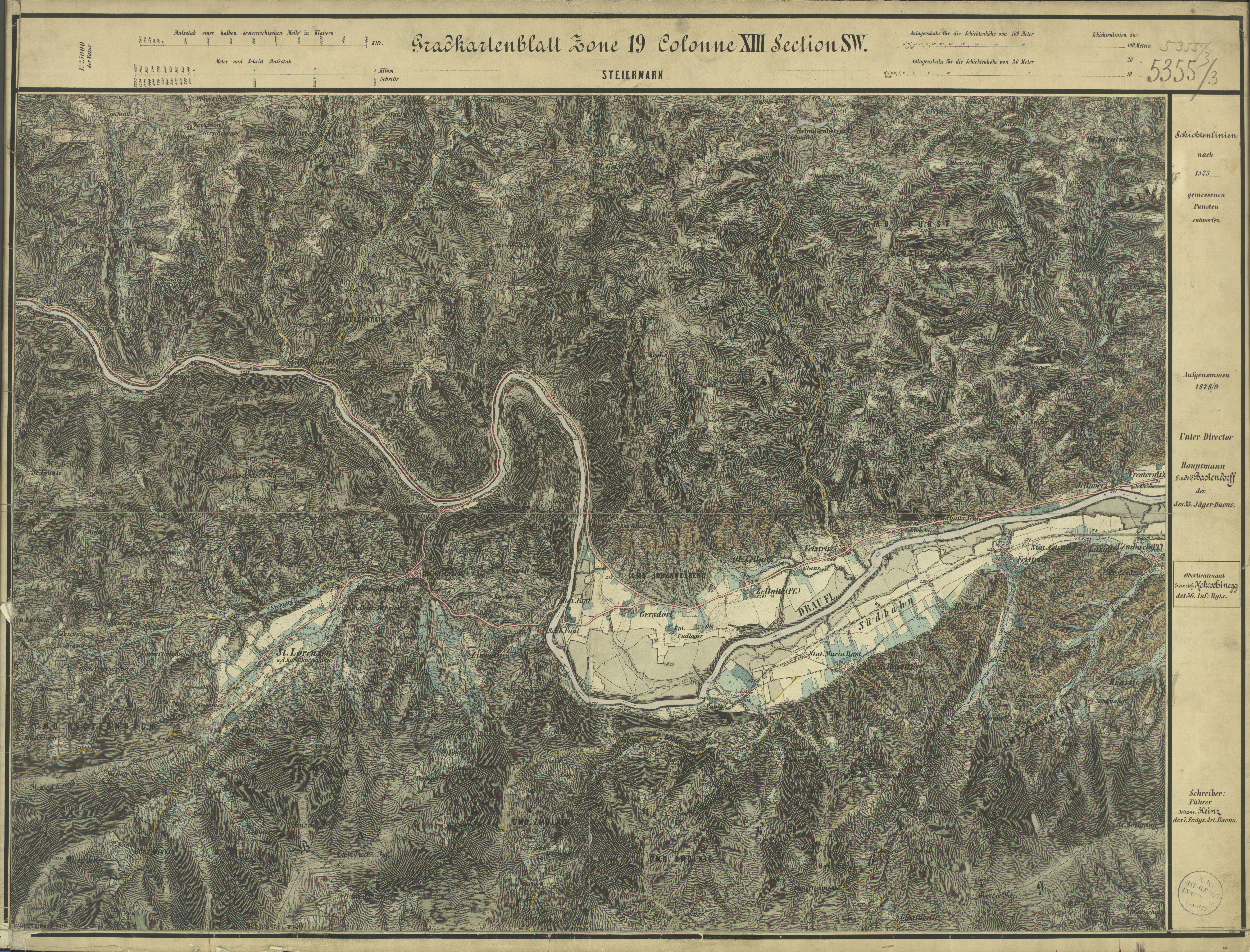
Das Schmierenberger-Tal in der damaligen Gemeinde „Gross Walz“ am Weg von Feistritz im Drautal nach Leutschach (Mitte oben)